# François Baucher
Pour les articles homonymes, voir Baucher.
François Baucher, né le 16 juin 1796 à Versailles et mort le 14 mars 1873 à Paris, est un écuyer, maître de dressage français. Il a exposé et propagé l'équitation raisonnée qui est, au cours du XIXe siècle, opposée à l'équitation instinctive d'Antoine-Henri-Philippe-Léon Cartier d'Aure.

## Biographie

### Jeunesse
Né dans une famille modeste (son père était marchand de vin), il s'initie à l'équitation avec son oncle qu'il accompagne en Italie, à 14 ans, lorsque ce dernier part diriger, à Milan, les écuries du prince Borghèse,. Il se passionne pour la recherche équestre dès ses dix-huit ans.

### Première manière
En 1817, de retour en France, il devient piqueur chez le Duc de Berry jusqu'en 1820. Puis il visite, pour son instruction, les principaux manèges, avant de se fixer au Havre pour y enseigner dans un manège dirigé par M. de Chatillon. Quelques années plus tard, il y fait construire un petit manège carré. Sollicité, par des amateurs de Rouen, de venir s'établir dans cette ville, il y loue le manège Duguay-Trouin (dans la rue du même nom). Pendant une douzaine d'années, il passe l'hiver et le printemps à Rouen, l'été et l'automne au Havre.
C'est en montant un cheval lourd à la main, « Bienfaisant », qu'il a l'intuition d'« opposer une tension de rêne égale à la force que mettait l'animal à lui résister » attendant que les contractions parasites de la nuque et de l'encolure aient cédé. À cette époque, en 1833, il publie à Rouen son premier ouvrage, le Dictionnaire raisonné d'équitation, où il expose les bases de sa « première manière ». « L’éducation du cheval consiste dans la domination complète des forces ; on ne peut en disposer qu'en annulant toutes les résistances. Le cheval, dès qu'il est dressé, ne doit plus agir que par des forces transmises ». Partant de cette constatation, il développe une nouvelle méthode de dressage basée sur les flexions de la mâchoire et de l'encolure, d'abord exécutées à l'arrêt, le cavalier étant à pied, puis au pas, le cavalier sur le cheval gérant les résistances de l'animal. Pour se prouver qu'il est avant tout un innovateur absolu, Baucher réfute catégoriquement les principes de l'équitation classique, notamment la doctrine fondatrice de La Guérinière. Il considère que jusqu'alors, « la science équestre n'existait pas et qu'elle était à créer ».

### Paris
Il vend ensuite son manège du Havre et entre en relations avec Jules Pellier qui tient un manège à Paris, rue Saint-Martin, avec lequel il s'associe vers 1834.Baucher se fixe alors à Paris au manège Pellier, 11, faubourg Saint-Martin, non loin de celui du comte d'Aure. Il y a ses élèves qu'on peut appeler ceux de la première heure : MM. Gaussen, Villard, le Baron de Curnieu, le Marquis de Miramon, le Comte de Lancosme-Brèves, Louis Rul, Léon Gatayes, de Fitte, Clément Thomas, Mackensie-Grieves, Maurice Walter, le Comte de Montigny, le colonel Lafitte, Sylvain Bénédic, D. Boutet, Henri Normant, Leroux, Morisseau, etc.
L'année même de leur association, Baucher et Pellier mettent au net les Dialogues sur l'Équitation, ceux du Grand Hippotéo, qui paraissent à Paris dès 1834.
En 1837, il fait paraître son mince Résumé complet des principes d'équitation. C'est l'année où, franchissant une nouvelle étape dans son désir de propager largement sa méthode, il décide de présenter son travail au cirque. Engagé par Laurent et Adolphe Franconi, il présente au cirque des Champs-Élysées, de 1838 à 1848, des chevaux admirablement dressés, « stupéfiant les spectateurs par la précision avec laquelle il les montait ». Il conquiert le Tout-Paris émerveillé de tout ce qu'il obtenait de ses chevaux : changements de pieds au temps au cours des figures les plus compliquées, pirouettes au galop sur trois jambes, piaffer en arrière, galop en arrière, pirouettes au piaffer, etc.

### Montures
Parmi ces chevaux, Baucher cite lui-même, à la fin de sa Méthode, Partisan, Capitaine, Neptune et Buridan. Mais l'on doit à Henri Baucher, son fils, la communication de la liste de presque tous les chevaux qui ont appartenu à son père, avec la description détaillée du travail exécuté. Cette liste est très intéressante, parce qu'elle donne la date de l'achat et celle du début au cirque, et, par conséquent, la durée du dressage. Pour quelques rares chevaux, pour Partisan, pour la jument Stades, pour Robert de Normandie, elle a dépassé un an, mais la plupart étaient présentés au cirque, c'est-à-dire exécutaient le travail complet, au bout de quelques mois et souvent moins :
- Capitaine, de septembre 1839 à juin 1840 ;
- Godolphin, de juin à septembre 1841 ;
- Turban, de septembre 1846 à mai 1847 ;
- Maylly, de juillet à septembre 1844 ;
- Géricault. « qui passait pour indomptable », fut dressé en 27 jours ;
- Kléber en un mois, à la suite d'un pari avec le propriétaire du cheval,
- etc.

Il faisait preuve d'une adresse toute particulière lorsqu'il montait Partisan.

### Bataille entre les Bauchéristes et les Auristes
En 1840, Baucher publie ses Passe-Temps Équestres qui n'attirent guère l'attention. En 1842, il fait paraître sa Méthode d’Équitation Basée sur de nouveaux principes, adroitement dédiée au général Oudinot, aide de camp du duc d'Orléans et président de la commission chargée de réformer l'équitation militaire. C'est l'exposé de sa première manière qui produit déjà des résultats qui émerveillent ses contemporains. C'est un best-seller : trois éditions la première année, une en 1843, deux en 1844, deux en 1846, etc. ; traductions dans les grandes langues véhiculaires… Mais c'est aussitôt la bataille, car Baucher, dont le tact d'écrivain n'égale pas de loin, le tact équestre, attaque de front « la routine et les préjugés » de ses devanciers et de ses contemporains, n'épargnant même pas La Guérinière. Il fait preuve d'une subjectivité et d'une âpreté souvent injustes, qui lui valent, à son tour, une grêle de sarcasmes et quelques avanies.
À cette époque, Paris est divisé, la guerre est ouverte entre les Baucheristes et les d'Auristes  ; elle est portée à son point culminant par l'« affaire Géricault ». Ce pur-sang ombrageux, appartenant à Lord Seymour, premier président du Jockey-Club de Paris, avait jusqu'alors désarçonné tous ses cavaliers. Son propriétaire avait annoncé qu'il offrirait le cheval à qui ferait le tour du bois de Boulogne sans être désarçonné. Le premier à relever le défi est le vicomte de Tournon, qui est considéré comme un des meilleurs élèves d'Aure. Puis, c'est un élève de Baucher, le comte Lancosme-Brèves, qui relève le défi et qui parvient à gagner le pari (plus en faisant encadrer Géricault par une dizaine d'autres chevaux que par ses propres qualités équestres) et ramène le cheval au manège de son maître. Un mois plus tard, après un dressage mené dans le plus grand secret, François Baucher présente Géricault dans une reprise classique au gala du vendredi du cirque des Champs-Elysées, et triomphe devant le Tout-Paris dont notamment le duc d'Orléans qui devient plus tard son protecteur, Dumas, Eugène Sue et Delacroix. Accueilli lors de son entrée sur la piste par un silence intense, Baucher prouva la soumission parfaite de sa monture, terminant sa prestation par plusieurs changements de pied au temps.
Cette bataille fut si âpre et si fameuse dans le tout-Paris du milieu du XIXe siècle que Gustave Flaubert y fait référence dans son Education sentimentale parue en 1869 et où Frédéric et Cisy se disputent au sujet des qualités des deux cavaliers.

### Saumur, un espoir déçu
L'armée cherche à l'époque un Cours d'Équitation Militaire, pour remplacer celui de Cordier. Le général Oudinot, fort de l'appui du duc d'Orléans, admirateur de la méthode de Baucher, fait envoyer à Paris le commandant de Novital, écuyer en chef à Saumur, pour l'étudier. Puis, vingt-six officiers de cavalerie suivent également à Paris, en mai 1842, suivant une décision du ministre, le cours de Baucher. À peu près en même temps, son fils, Henri Baucher, se rend à Lunéville, enseigne les principes de la nouvelle méthode à un groupe d'officiers de Lunéville et des garnisons voisines et y fait exécuter, avec des chevaux qui n'ont guère qu'un mois de dressage, un carrousel au sujet duquel il reçoit des éloges du duc de Nemours lui-même, qui était pourtant un adversaire de la méthode.
Enfin, en 1843, Baucher va à Saumur, accompagné de son fils. Il y amène plusieurs de ses chevaux. Son cours commence le 16 février et dure deux mois devant quarante-trois capitaines-instructeurs et vingt-quatre officiers appartenant à l'École. C'est surtout là que Baucher assoit sa réputation parmi les écuyers militaires et que se créent parmi eux de chauds partisans. Le commandant de Novital, le colonel Desondes, le capitaine Raabe, le commandant Guérin, peuvent être cités comme se rattachant à cette époque, puis, plus tard, le colonel Gerhardt, le général Bonie, le lieutenant-colonel Dijon, le lieutenant Wachter et bien d'autres.
Sous l'impulsion du commandant de Novital sa méthode est alors enseignée à Saumur. Mais, peu après, une commission supérieure de l'armée, nommée par le Ministre de la guerre dont fait partie le duc de Nemours, et dont l'opinion est prépondérante, exprime un avis défavorable à la méthode. Le Ministre en interdit alors l'application à Saumur et dans l'armée. Toutefois cette interdiction ne s'appliqua pas au dressage (ainsi qu'en témoigne la brochure officielle : Nouvelle Méthode provisoire, approuvée par le Ministre de la guerre, pour dresser les jeunes chevaux, d'après les principes de M. Baucher, (1842), mais seulement à la méthode d'équitation elle-même. Cette nuance, sur laquelle Baucher nous éclaire, dans le chapitre la Vérité sur ma mission a Saumur, et dont il se plaint amèrement, est rendue très nettement par la lettre du général Comte de Sparre, du 25 mars 1843, citée par Baucher dans le même chapitre. On conçoit qu'il ait naturellement défendu l'unité de sa méthode « qui est une et ne saurait se tronquer à volonté ».
En 1847, d'Aure est nommé écuyer en chef à Saumur, ruinant tous les espoirs de Baucher d'y voir accepter sa méthode.

### Carrière européenne
Baucher continue alors à Paris son enseignement et ses représentations au cirque.

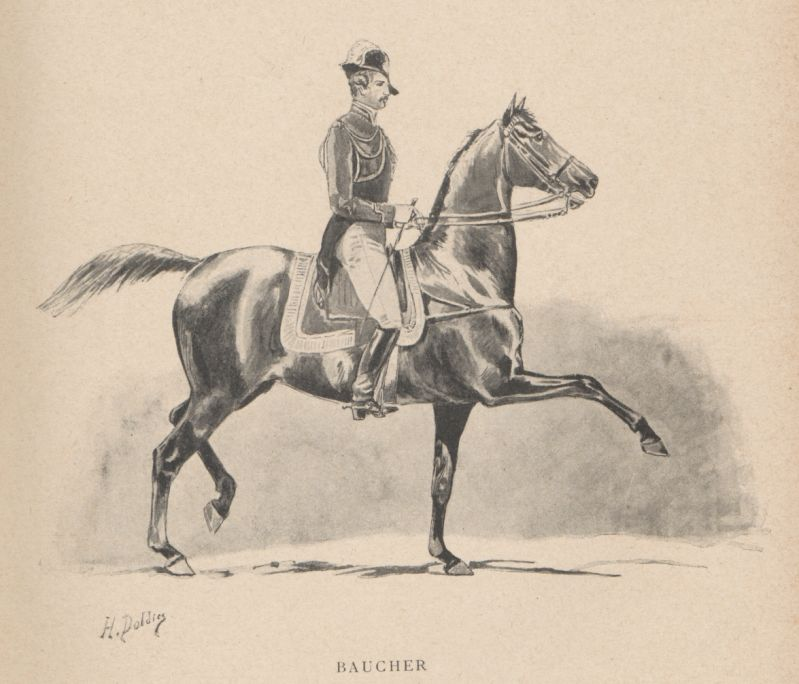
Illustration de François Baucher par Henri Dodelier, alias Doldier, pour l'ouvrage de F. Musany Propos d'un écuyer, 1895.

Vers 1844 ou 1845, il va à Berlin avec le cirque Dejean et y a de nombreux élèves. Quelques années après, vers 1848, il part pour Vienne en Autriche, travaille au cirque De Bach dirigé par Louis Soulier (marié à la Vve De Bach Laura), directeur du cirque de cette ville et y fait aussi de nombreux élèves, parmi lesquels le comte Sándor, grand propriétaire hongrois et père de la princesse de Metternich, « le cavalier le plus hardi qu'on ait jamais vu, acceptant tous les défis et s'en tirant presque toujours à son avantage ». De Vienne, il part en Italie, toujours avec le Cirque Oriental de Louis Soullier, et donne des leçons à Venise et à Milan.
Il revient en France en 1849, s'arrête à Lyon et y est bloqué par la dernière des graves émeutes de la IIe République (4e révolte des canuts dite aussi des "Voraces"). Il y donne un cours suivi par beaucoup d'officiers. Le général L'Hotte, alors lieutenant au Ier escadron des Guides d'État-major, en garnison à Lyon, vient le regarder travailler et ils se lient d'amitié.
En mai et juin 1849, il se produit avec le Cirque Oriental de Louis Soulier à Toulouse (France) (source le Journal de Toulouse)
Baucher rentre à Paris et y reprend ses leçons et ses représentations.

### Accident
Mais, en mars 1855, dans l'après midi, au moment où il va se mettre en selle sur une jeune jument qu'il dresse, le lustre du cirque se détache et lui tombe sur le corps. Il échappe à la mort, mais il a la jambe droite brisée.
Après cet accident, diminué physiquement, il ne monte plus en public, mais, jusqu'en 1870, il continue à monter dans la matinée au cirque où il dirige le dressage des chevaux et l'instruction des écuyers. Il donne, dans différents manèges, et, en dernier lieu, dans celui de la rue de la Pépinière, des cours très suivis qui comprennent trente leçons. C'est à ces élèves de la dernière heure que se rattachent le général Faverot de Kerbrech, Georges Parr, Lenoble du Teil, de Sainte-Reine, le capitaine instructeur Michel, de l'artillerie de la garde, le comte d'Estienne de Chaussegros de Lioux, lieutenant aux guides, etc.

### Seconde manière
Obligé à renoncer aux aides puissantes dont il disposait avant son accident, il élabore sa « seconde manière », qui fait aujourd'hui référence, plus accessible à l'ensemble des cavaliers. Elle est exposée dans sa Méthode à partir de la 12e édition en 1864. Apparaissent alors les nouveaux moyens équestres dans lesquels il définit l'équilibre du premier genre, par lequel il entend la légèreté parfaite et constante du cheval, dans toutes les positions, dans tous les mouvements, à toutes les allures et les principes de « main sans jambes, jambes sans main » et de « la force et du mouvement décomposés ». Vingt ans après la première édition de sa méthode, alors qu'il la modifie profondément par l'adoption des procédés de sa « seconde manière », il charge cinq de ses élèves - vraiment qualifiés - de rédiger chacun pour leur compte un exposé des derniers perfectionnements qu'il vient de leur enseigner au manège. Trois de ces rédactions figurent dans ces éditions. Aucune cependant n'est supérieure à la sienne.
Si les objectifs et la philosophie restent les mêmes que ceux de la « première manière », les moyens évoluent vers une plus grande délicatesse et un usage plus modéré des forces du cavalier. Il atteint alors son objectif qui est de retrouver l'équilibre du cheval libre.

### Fin de vie
À partir de 1870, ses leçons ayant complètement cessé, perdant lentement la vue, il vit de plus en plus retiré ne fréquentant que quelques fidèles amis et disciples comme Gaussen et L'Hotte.
En février 1873, il s'alite pour ne plus se relever. L'Hotte vient à son chevet pour la dernière fois le 7 mars. Il nous rapporte avec piété ses dernières paroles (« Le bridon ! C'est si beau ! ») et la dernière leçon du Maître :
« Alors, prenant ma main et lui donnant la position de la main de bride, il dit : « Rappelez-vous bien, toujours ça » et il immobilisa ma main sous la sienne. « Jamais ça », et il approcha ma main de ma poitrine. « Je suis heureux de vous donner encore ça avant de mourir. » En le quittant je l'embrassai et sa main serra bien affectueusement la mienne, Je ne devais plus le revoir que dans le cercueil ».
Il meurt dans la nuit du 13 au 14 mars 1873. Le 16 mars, quelques fidèles suivirent le corbillard au Père-Lachaise, où il est mis en concession temporaire et, peu de temps après, à la fosse commune.
Ses plus célèbres disciples sont le Général L'Hotte (qui interdit plus tard l'application de sa méthode dans l'armée) et le général Faverot de Kerbrech.
Ses grands préceptes basés sur la recherche absolue de la légèreté restent d'actualité.
Il est le créateur du mors dit mors Baucher.

## Méthode bauchériste

### L'assembler
L'assembler est la troisième phase de la méthode bauchériste que le général Faverot de Kerbrech recommande lorsque le cheval est rassemblé à pied et ramené au pas et au trot. Elle comporte le travail au galop et au grand trot et précède la dernière phase : le fixer.
L'assembler est la recomposition des exercices fragmentaires préparatoires pour constituer les airs d'école.

### Le Fixer
Le fixer est la troisième partie de la progression du dressage selon les principes de Baucher. Ses différents éléments sont liés à l'assembler qui est la seconde partie. Le cheval ayant été préparé à pied et monté, il consiste en une recherche de la disparition totale des résistances en fixant la tête au ramener outré qui, combiné avec l'élévation de l'encolure, fixe la vraie position de la tête, selon Baucher et son élève le général Faverot de Kerbrecht.

### L'appui des jambes
Décrit dans la méthode 2e manière, l'appui des jambes consiste à d'abord enfermer le cheval par un appui progressif des mollets, des talons et des éperons, jusqu'à son immobilité complète, puis à libérer les forces ainsi concentrées. Son emploi ne doit pas être systématique avec les chevaux fins et impulsifs avec qui une balance des forces du cheval entre l'assiette et les doigts doit suffire.

## Publications
- 1833 : Dictionnaire d'Équitation
- 1837 : Le résumé complet des principes de la nouvelle méthode
- 1840 : Les passe-temps équestres
- 1841 : Dialogue sur l'équitation
- 1842 : Méthode d'équitation basée sur de nouveaux principes
- Méthode d'équitation basée sur de nouveaux principes, Paris, Mazeto Square, coll. « Le pied à l'étrier », 2016, 124 p.  (ISBN 978-2-919229-41-3)

## Disciples
Les ouvrages de ses élèves contribuèrent significativement à la diffusion de sa méthode. Le traité du général Faverot de Kerbrech, Dressage méthodique du cheval de selle, publié en 1891, est considéré comme la transposition la plus fidèle de sa « seconde manière ». Bien qu'il ait été un de ses disciples les plus fidèles, le général L'Hotte n'utilisa pas la méthode de Baucher lors de son enseignement militaire quand il devint écuyer en chef à Saumur.
Il semble que le dernier exécutant fidèle de la dernière manière fut le capitaine Etienne Beudant mort en 1949.

## Détracteurs
L'approche de Baucher fut particulièrement critiquée en Allemagne. Le plus polémiste fut Louis Seeger (1798-1865), fondateur de la première école d'équitation privée de Berlin et élève de Max von Weyrother à l'Ecole espagnole d'équitation de Vienne. Après avoir exposé dans deux traités les principes de la doctrine classique de l'école germanique, fortement inspirée par La Guérinière, il publie un pamphlet en 1852 intitulé Herr Baucher und seine Künste - Ein ernstes Wort an Deutschlands Reiter, qui est résumé par le Général Decarpentry en appendice de Baucher et son école, dans lequel il alerte les cavaliers allemands contre le danger inhérent à ce qu'il appelle « la haute école à bas prix » préconisée par Baucher. Il n'hésite pas à attaquer son opposant sur un plan personnel, critiquant âprement les exercices à l'arrêt préconisés dans la nouvelle manière pour obtenir la flexion-de la mâchoire et de l'encolure. Selon Seeger, ce procédé priverait le cheval de sa propension naturelle à se mouvoir vers l'avant qui selon lui est la véritable « âme » de l'équitation.
La même aversion pour les théories de Baucher se retrouve dans le travail de Gustav Steinbrecht (1808-1885) qui fut élève de Seeger. Comme ce dernier, il critique le travail à l'arrêt considérant que le mouvement, qui part de l'impulsion de l'arrière-main, est fondamental dans le travail du cheval.